# ProB 2009/10
Die Saison 2009/10 ist die dritte Spielzeit der deutschen Basketball-Spielklasse ProB. Die ProB ist die zweite Staffel der hierarchisch strukturierten 2. Basketball-Bundesliga. Die reguläre Saison begann am 25. September 2009 und endete am 24. April 2010.

## Modus
In dieser Spielzeit nahmen 16 Mannschaften am Spielbetrieb dieser Spielklasse teil. Die beiden am Ende bestplatzierten Teams erwarben das sportliche Teilnahmerecht an der ProA für die darauffolgende Spielzeit. Die zwei am Ende schlechtesten Teams stiegen in die in jeweiligen Regionalligen ab. In der darauffolgenden ProB 2010/11 wurde die ProB in zwei Regional-Staffeln Nord und Süd je zwölf Mannschaften aufgeteilt.

### Anforderungen
Die teilnehmenden Teams mussten unter anderem:
- in einer Halle spielen, die über 500 Sitzplätze verfügt,
- sechs Spieler im Kader haben, die im Besitz der deutschen Staatsbürgerschaft sind.

Während eines Spiels mussten pro Mannschaft immer drei deutsche Spieler auf dem Spielfeld eingesetzt werden; die deutschen Spieler waren mit einer deutschen Flagge auf den Trikots markiert.
Es konnten maximal 18 Spieler je Saison und Team eingesetzt werden. Davon mussten mindestens neun die deutsche Staatsangehörigkeit besitzen. Von den maximal zwölf je Spiel einsetzbaren Spielern mussten mindestens sechs Deutsche sein. Es gab Doppellizenzen für Spieler der Altersklasse U24, die damit gleichzeitig in der Basketball-Bundesliga (BBL) einsetzbar waren, sowie für U22-Spieler aus den Regionalligen (und darunter). Spieler mit einer Doppellizenz zählten nicht zu den 18 maximal einsetzbaren Spielern, mit Besitz der deutschen Staatsangehörigkeit wohl aber zur nationalen Quote.

## Saisonnotizen
- Sportlich aufgestiegen in die ProA waren die Crailsheim Merlins. Des Weiteren hatten die GiroLive-Ballers Osnabrück, der USC Freiburg sowie die UBC Hannover Tigers die ProB durch Lizenzverzicht anderer Vereine vor der Saison in Richtung ProA verlassen. Sportlicher Absteiger aus der ProA in die ProB waren die Licher BasketBären.
- Schalke 04, sportlicher Absteiger aus der ProA, verzichtete komplett auf eine Lizenz und ging zurück in die Regionalliga West. Ebenso mussten die Bremen Roosters aus der ProA komplett auf eine Lizenz verzichten. Aus der ProB verzichtete der ASC Theresianum Mainz auf die Teilnahme an einer weiteren Spielzeit und schlussendlich auch die TG Landshut
- Die sportlich für die ProA qualifizierten Herzöge Wolfenbüttel verzichteten auf den Aufstieg und verblieben eine weitere Spielzeit in der ProB. Des Weiteren erhielten die sportlich abstiegenen „Franken Hexer“ als Nürnberger Basketball Club nach Verzicht von Telemotive München sowie die BIS Baskets Speyer die Lizenz für eine weitere ProB-Spielzeit.[3]
- Aufgestiegen aus den Regionalligen: Würzburg Baskets, BC Weißenhorn, Bayer Giants Leverkusen und SC Rist Wedel sowie die Deutsche Bank Junior Skyliners (nach Lizenzverzicht von Landshut) und SC RASTA Vechta (nach Hochrücken des USC Freiburg in die ProA)[4]
- Während Henje Knopke (Herzöge Wolfenbüttel) und Thomas Fairley (Licher BasketBären) je ein Triple-Double auflegten, gelangen dem späteren „Spieler des Jahres“ Ahmad Smith (Hertener Löwen) gleich drei Triple-Doubles in 29 Saisonspielen.

## Tabelle
|  | = Aufstiegsplätze |
|  | = Abstiegsplätze  |

| \| # \| Team \| Siege \| Niederlagen \| Punkte1 \| Körbe \| \| -- \| ------------------------------ \| ----- \| ----------- \| ------- \| --------- \| \| 1 \| SOBA Dragons Rhöndorf \| 26 \| 4 \| 56 \| 2738:2327 \| \| 2 \| Hertener Löwen \| 23 \| 7 \| 521 \| 2383:2203 \| \| 3 \| Würzburg Baskets \| 21 \| 9 \| 51 \| 2384:2095 \| \| 4 \| Erdgas Ehingen/Urspringschule \| 20 \| 10 \| 50 \| 2492:2380 \| \| 5 \| Nürnberger Basketball Club \| 19 \| 11 \| 481 \| 2429:2276 \| \| 6 \| BC Scholz Recycling Weißenhorn \| 16 \| 14 \| 46 \| 2440:2450 \| \| 7 \| Bayer Giants Leverkusen \| 15 \| 15 \| 45 \| 2547:2546 \| \| 8 \| TSV Tröster Breitengüßbach \| 15 \| 15 \| 45 \| 2370:2308 \| \| 9 \| SC Rist Wedel \| 14 \| 16 \| 44 \| 2376:2399 \| \| 10 \| RSV Eintracht Stahnsdorf \| 14 \| 16 \| 44 \| 2467:2546 \| \| 11 \| SUM Baskets Braunschweig \| 13 \| 17 \| 43 \| 2471:2532 \| \| 12 \| Herzöge Wolfenbüttel \| 12 \| 18 \| 42 \| 2344:2472 \| \| 13 \| Deutsche Bank Junior Skyliners \| 11 \| 19 \| 41 \| 2418:2504 \| \| 14 \| SC RASTA Vechta \| 11 \| 19 \| 41 \| 2461:2627 \| \| 15 \| Licher BasketBären \| 7 \| 23 \| 37 \| 2341:2545 \| \| 16 \| BIS Baskets Speyer \| 3 \| 27 \| 33 \| 2295:2746 \| |                                |       |             |         |           |
| # | Team                           | Siege | Niederlagen | Punkte1 | Körbe     |
| 1 | SOBA Dragons Rhöndorf          | 26    | 4           | 56      | 2738:2327 |
| 2 | Hertener Löwen                 | 23    | 7           | 521     | 2383:2203 |
| 3 | Würzburg Baskets               | 21    | 9           | 51      | 2384:2095 |
| 4 | Erdgas Ehingen/Urspringschule  | 20    | 10          | 50      | 2492:2380 |
| 5 | Nürnberger Basketball Club     | 19    | 11          | 481     | 2429:2276 |
| 6 | BC Scholz Recycling Weißenhorn | 16    | 14          | 46      | 2440:2450 |
| 7 | Bayer Giants Leverkusen        | 15    | 15          | 45      | 2547:2546 |
| 8 | TSV Tröster Breitengüßbach     | 15    | 15          | 45      | 2370:2308 |
| 9 | SC Rist Wedel                  | 14    | 16          | 44      | 2376:2399 |
| 10 | RSV Eintracht Stahnsdorf       | 14    | 16          | 44      | 2467:2546 |
| 11 | SUM Baskets Braunschweig       | 13    | 17          | 43      | 2471:2532 |
| 12 | Herzöge Wolfenbüttel           | 12    | 18          | 42      | 2344:2472 |
| 13 | Deutsche Bank Junior Skyliners | 11    | 19          | 41      | 2418:2504 |
| 14 | SC RASTA Vechta                | 11    | 19          | 41      | 2461:2627 |
| 15 | Licher BasketBären             | 7     | 23          | 37      | 2341:2545 |
| 16 | BIS Baskets Speyer             | 3     | 27          | 33      | 2295:2746 |

1 Für einen Sieg bekam eine Mannschaft zwei Punkte, für eine Niederlage einen Punkt gutgeschrieben. Der Nürnberger BC sowie die Hertener Löwen wegen eines Spielabbruchs bekamen einmalig keinen Punkt beziehungsweise einen Punkt abgezogen.

## Durchschnittliche Zuschauerzahlen
| Stadt          | Besucher | Vorjahr      | Entwicklung |
| -------------- | -------- | ------------ | ----------- |
| Braunschweig   | 443      | 1.020        | −56,6 %     |
| Breitengüßbach | 325      | 350          | −7,1 %      |
| Ehingen        | 628      | 562          | +11,7 %     |
| Frankfurt      | 70       | Regionalliga | ---         |
| Herten         | 708      | 757          | −6,5 %      |
| Leverkusen     | 557      | Regionalliga | ---         |
| Lich           | 427      | ProA (493)   | ----        |
| Nürnberg       | 743      | 602          | +23,4 %     |
| Rhöndorf       | 797      | 717          | +11,2 %     |
| Speyer         | 307      | 377          | −18,6 %     |
| Stahnsdorf     | 512      | 378          | +35,4 %     |
| Vechta         | 445      | Regionalliga | ---         |
| Wedel          | 427      | Regionalliga | ---         |
| Weißenhorn     | 241      | Regionalliga | ---         |
| Wolfenbüttel   | 567      | 544          | +4,2 %      |
| Würzburg       | 2.504    | Regionalliga | ---         |
| Gesamt         | 606      | 651          | -6,9 %      |

## Führende der Mannschaftsstatistiken
Defensiv beste Mannschaft: Würzburg Baskets (69,8 Punkte pro Spiel)

Defensiv schlechteste Mannschaft: BIS Baskets Speyer (91,5 PpS)
Offensiv beste Mannschaft: SOBA Dragons Rhöndorf (91,3 PpS)

Offensiv schlechteste Mannschaft: BIS Baskets Speyer (76,5 PpS)

## Führende der Spielerstatistiken
| Kategorie      | Spieler                                | Team                                          | Einzelspiel | Gesamt      | ⌀*            |
| -------------- | -------------------------------------- | --------------------------------------------- | ----------- | ----------- | ------------- |
| Punkte         | Jackson Capel                          | RSV Stahnsdorf                                | 53          | 739         | 24,6          |
| Rebounds       | John Davis Hunter Henry Ahmad Smith    | SC Rist Wedel Bayer Leverkusen Hertener Löwen | 23 21 17    | 106 257 252 | 7,6 8,6 8,7   |
| Assists        | Rodney Foster Ahmad Smith              | Bayer Leverkusen Hertener Löwen               | 14 13       | 127 210     | 5,1 7,2       |
| Steals         | Jackson Capel Calvin Brock Terry Evans | RSV Stahnsdorf BC Weißenhorn RSV Stahnsdorf   | 71 7 6      | 49 80 76    | 1,6 2,9 3,0   |
| Blocks         | Thomas Fairley Robin Gieseck           | Licher BB BIS Speyer                          | 11 4        | 29 40       | 1,71 1,74     |
| Effektivität   | Armin Willemsen Ahmad Smith            | DB Junior Skyliners Hertener Löwen            | 49 35       | 480 658     | 16 22,7       |
| Double-Doubles | Hunter Henry Joseph Buck               | Bayer Leverkusen RASTA Vechta                 | –––         | 10 8        | 33,3 % 47,1 % |

* In der Spalte Durchschnitt wurden nur Bestwerte von Spielern berücksichtigt, die mehr als die Hälfte der Saisonspiele absolviert hatten.

1 Capel holte seine sieben Ballgewinne in knapp 30 Minuten Spielzeit, während Calvin Brock bei seinen sieben Ballgewinnen die komplette Spielzeit von vierzig Minuten absolvierte.

## Ehrungen 2009/10

### Spieler des Monats
- Oktober: Ahmad Smith (PG, , Hertener Löwen)
- November: Will Chavis (PG, , Nürnberger BC)
- Dezember: Henje Knopke (SG, , Herzöge Wolfenbüttel)
- Januar: Philipp Friedel (PG, , SUM Baskets Braunschweig)
- Februar: Chris Rojik (PF, , SOBA Dragons Rhöndorf)
- März: Jackson Capel (SG, , RSV Stahnsdorf)

### Youngster des Monats
- Oktober: Maurice Stuckey (PG, , Tröster Breitengüßbach)
- November: Erik Land (C, , Tröster Breitengüßbach)
- Dezember: Ruben Spoden (PF, , Erdgas Ehingen/Urspringschule)
- Januar: Joleik Schaffrath (PF, , Hertener Löwen)
- Februar: Tom Spöler (PF, , Bayer Giants Leverkusen)
- März: Bastian Doreth (PG, , Nürnberger BC)

### Awards 2010
Die Auszeichnungen für die Akteure des Jahres wurden Mitte April 2010 bekannt gegeben.
- Spieler des Jahres: Ahmad Smith (PG, , Hertener Löwen)
- Youngster des Jahres: Dimitry McDuffie (SF, , Würzburg Baskets)
- Trainer des Jahres: Eric Detlev (, SOBA Dragons Rhöndorf)
- Schiedsrichter des Jahres: Michael Gutting (Roßdorf)